# Tijjani Noslin
Tijjani Noslin (Amsterdam, 7 juli 1999) is een Nederlands voetballer die speelt als aanvaller. Hij verruilde Hellas Verona in 2024 voor SS Lazio.

## Voetbalcarrière

### Jeugd
Noslin begon in de jeugd van ASV Arsenal uit zijn geboortestad Amsterdam en speelde achtereenvolgens bij SC Buitenveldert, AVV Swift, FC Den Bosch, OJC Rosmalen, FC Twente en USV Hercules.

## Amateurcarrieré
Noslin kwam in 2017 in het tweede van het Utrechtse Hercules terecht. Na twee seizoenen in de hoofdmacht te hebben gespeeld liet hij de derdedivisionist achter zich voor de Utrechtse hoofdklasser D.H.S.C. Bij die club verdiende hij in de zomer van 2021 een stage bij eerstedivisionist TOP Oss. In 6 weken tijd maakte hij zoveel indruk dat hij naar Fortuna Sittard ging.

## Clubcarrieré

### Fortuna Sittard
Bij zijn stage bij TOP Oss maakte Noslin veel indruk en werd in augustus 2021 vervolgens gecontracteerd door Fortuna Sittard.Zijn debuut maakte Noslin in een 1-0 verloren wedstrijd tegen SC Heerenveen. Zijn eerste doelpunt in de Eredivisie maakte hij op 22 oktober 2021 tijdens de uitwedstrijd tegen Willem II (1−1). In dit seizoen speelde Noslin 24 wedstrijden en maakte een goal. 
In het seizoen 2022/23 speelde Noslin 31 wedstrijden en scoorde 5 keer. In het seizoen 2023/24 speelde Noslin 14 wedstrijden en scoorde 4 keer, op 23 januari 2024 werd bekend dat Noslin Fortuna Sittard verruilde voor Hellas Verona. 

### Hellas Verona
In Verona debuteerde Noslin op 28 januari en maakte hij een goede tweede helft van het seizoen door. In de rest van het seizoen 2023/24 speelde Noslin 17 wedstrijden en scoorde 5 keer.

### SS Lazio
Op 1 juli 2024 werd bekend dat Noslin de overstap van Hellas Verona naar SS Lazio zou maken. Op 18 augustus maakt hij zijn debuut tijdens een met 3-1 gewonnen  wedstrijd tegen Venezia. Op 19 september maakte hij zijn eerste goal in een 3-2 overwinning op Torino. Op 5 december maakte Noslin zijn eerste hattrick in zijn carrieré tegen Napoli in de Coppa italia.
2 Gigot ·
3 Pellegrini ·
4 Patric ·
5 Vecino ·
6 Rovella ·
7 Dele-Bashiru ·
8 Guendouzi ·
9 Pedro ·
10 Zaccagni  ·
11 Castellanos ·
13 Romagnoli ·
14 Noslin ·
18 Isaksen ·
19 Dia ·
20 Tchaouna ·
22 Castrovilli ·
23 Hysaj ·
26 Bašić ·
28 Anderson ·
29 Lazzari ·
30 Tavares ·
34 Gila ·
35 Mandas ·
77 Marušić ·
92 Akpa Akpro ·
94 Provedel ·
Coach: Baroni